# Шимана, Вальтер
Вальтер Отто Шимана (нем. Walter Otto Schimana; 12 марта 1898, Троппау, Австро-Венгрия — 12 сентября 1948, Зальцбург) — австрийский группенфюрер СС, генерал-лейтенант войск СС, высший руководитель СС и полиции в Греции и Вене.

## Биография
Вальтер Шимана родился 12 марта 1898 года в семье редактора газеты «Всенемецкая корреспонденция» Антона Шимана (родился 21 августа 1868 года в Чренчовице; умер 11 августа 1910 года в Вене). В 1915 году пошёл в кадетскую школу в Праге. С сентября по декабрь 1918 года участвовал в финальной фазе Первой мировой войны в составе Королевской и кайзеровской армии. После окончания войны получил аттестат зрелости и посещал годовой учебный курс в коммерческом училище. Кроме того, состоял в различных фрайкорах и участвовал в сражениях в Балтике. С 1921 года проживал в Германии и зарабатывал на жизнь, работая в антикварном магазине и банке. В ноябре 1923 года участвовал в Пивном путче, однако не получил Орден Крови. В 1926 году присоединился к Штурмовым отрядам (СА). 7 декабря 1926 года вступил в НСДАП (билет № 49042). В 1932 году стал офицером СА с различными полномочиями. В 1926 году женился, в браке родилось двое детей.
В звании майора в 1935 году поступил на службу в полицию порядка. После Аншлюса Австрии в марте 1938 года он участвовал в создании моторизованной жандармерии. 1 июля 1939 года был переведён из СА в ряды СС (№ 337753) в звании штандартенфюрера СС. До середины февраля 1941 года служил в штурмовом отряде СС в 11-и округе. В то же время с 1940 года был руководителем школы жандармерии Зуль, с ноября 1940 до сентября 1941 — школы жандармерии Деггинген. С июля 1942 по октябрь 1944 года состоял в штабе рейхсфюрера СС.
После начала Восточной кампании с сентября и до конца ноября 1941 года был руководителем СС и полиции «Саратов» и до июля 1942 года руководителем СС и полиции при Высшем руководителе СС и полиции «Россия—Центр». С январь по июль 1942 года был командиром полицейского полка «Центр». Шимана был ответственным за разрушение 103 деревень и смерть 4018 человек и непосредственно отвечал за смерть тысяч партизан и гражданских лиц. С июля 1942 года был руководителем СС и полиции в Белоруссии и комендантом гарнизона войск СС в Минске.
После бомбовых атак французского сопротивления на объекты немецких оккупационных сил в Марселе рейхсфюрер СС Генрих Гиммлер в начале января 1943 года приказал начальнику полиции порядка Курту Далюге и Шимана отправиться туда. Высший руководитель СС и полиции во Франции Карл Оберг объявил нового начальника полиции порядка во Франции Шимана. Назначение Шимана было связано с его «опытом» в борьбе с партизанами. Намерением Гиммлера была ликвидация подпольных районов Марселя в качестве карательной акции и перевезти оттуда около 100 000 человек в концлагерь. Карл Оберг не стал выполнять требования Гиммлера таким образом, а провёл гораздо менее масштабную операцию в координации с французскими органами безопасности в конце января 1943 года: 20 000 жителей набережной Марселя были проверены и вынуждены были покинуть свои дома. В итоге было арестовано 6000 человек, из которых 2200 были отправлены в концлагерь Руалье. Оттуда 782 еврейских заключенных были депортированы в Собибор и убиты. Весной 1943 года Шимана вернулся на Восточный фронт.
С марта 1943 года был руководителем боевой группы «Шимана» и с июля по октябрь 1943 года  был командиром 14-й добровольческой пехотной дивизии СС «Галичина». С середины октября 1943 и до конца сентября 1944 года был высшим руководителем СС и полиции в Греции со штаб-квартирой в Афинах. На этой должности отвечал за депортацию греческих евреев в концлагеря, антипартизанские акции и массовые убийства гражданских лиц. С 5 октября 1944 по 8 мая 1945 года был высшим руководителем СС и полиции «Донау» со штаб-квартирой в Вене и в то же время возглавлял оберабшнит СС «Донау».
После окончания войны Шимана был схвачен войсками союзников, однако ему удалось сбежать. Впоследствии был пойман и 12 сентября 1948 года покончил жизнь самоубийством в следственном изоляторе в Зальцбурге.

## Звания
- Штандартенфюрер СС: август 1939;
- оберст-лейтенант полиции: ноябрь 1940;
- оберст полиции: декабрь 1941;
- оберфюрер СС: январь 1942;
- бригадефюрер СС и генерал-майор полиции: сентябрь 1942;
- бригадефюрер СС и генерал-майор войск СС: июль 1943;
- группенфюрер СС и генерал-лейтенант войск СС и полиции: апрель 1944.

## Награды
- Железный крест 1-го и 2-го класса[11]
- Немецкий крест в золоте[12]
- Крест «за военные заслуги» 2-го класса с мечами
- Золотой партийный знак НСДАП (7 августа 1943)
- Кольцо «Мёртвая голова»